# Battōtai (marche militaire)
Battōtai (抜刀隊), est une célèbre marche militaire japonaise, datant de l'ère Meiji.

## Historique
Les paroles ont été écrites par le philosophe japonais Masakazu Toyama, et c'est un militaire français, Charles Leroux, qui a composé la musique en 1885 ou 1886. La marche porte le nom de brigades de police de l'ère Meiji, les Battotai. L'ère Meiji était la période de l'ouverture du Japon au monde, après des siècles d'isolement volontaire, et Battōtai devint donc la première musique japonaise aux airs musicaux occidentaux, qui inspira beaucoup par la suite.